# Салье, Антуанетта
Антуанетта де Сальван де Салье́ (фр. Antoinette de Salvan de Saliès; 1639—1730), по прозвищу «Вигьерша Альби» (фр. La Viguière d'Alby), — французская писательница.

## Биография
Антуанетта де Сальван родилась в Альби в 1639 году; она была крещена 27 ноября 1639 года. Её первое прозвище было «маленькая муза Альби».
Муж мадам Салье, Антуан де Салье (Antoine de Saliès), был вигье (государственная должность прево в Окситании и Провансе), после замужества она стала известна как «Вигьерша Альби». После смерти мужа Сальес посвятила себя романтическому письму в форме исторического романа, а также поэтическому и эпистолярному письму. В 1689 году была принята в падуанскую Академию Риковрати (фр. Académie des Ricovrati), но не поехала в Италию, так как никогда не покидала свою провинцию. Следовала примеру Сафо, и её дом был открыт для всех писателей. В 1704 году основала литературное общество, известное под названием «Société des chevaliers et chevalières de la Bonne-Foi» (Общество кавалеров и кавалерш Благой веры). Салье стремилась создать «новое общество философов, в котором бы преобладали женщины», также она была убеждена в равенстве полов. Умерла в 1730 году 14 июня в почтенном возрасте, в 92 года.
Три здания носят её имя: ресторан в Альби, названный La viguière d'Alby, деревенский зал Saliès и школа Salvan-de-Saliès.

## Издания
- «Paraphrases sur les psaumes de pénitence»;
- «Lettres» и «Poésies», напечатанные большей частью в «Nouvelle Pandore»[5] и в «Les Femmes illustres du règne de Louis le Grand»[6];
- «La Comtesse d’Isembourg» («Графиня Изенбургская, принцесса Гогенцоллерн»; 1678; гугл-скан) — исторический роман, переведённый на несколько языков;
- «Les Princesses de Bavière, Isabelle et Marguerite» (исторический роман).

Полное собрание её сочинений было издано в Париже в 2004 году.